# 魔鬼之血
《魔鬼之血》（英語：Blood for Dracula），又名《安迪·沃霍尔的魔鬼》（Andy Warhol's Dracula）是于1974年上映的电影，由保罗·莫里西执导，安迪·沃霍尔、安德鲁·布劳恩斯贝格担任制作人。由乌多·基尔、乔·德里桑德罗主演。

## 演员
- 乔·德里桑德罗
- 乌多·基尔
- 维多里奥·狄西嘉
- 马克西姆·麦肯德里
- 阿诺·卓英
- 麦莱娜·伍库提克
- 多米尼克·戴诺
- 斯特凡尼亚·卡西尼
- 西尔维亚·迪奥尼西奥
- 英娜·阿列克谢伊维娜
- 吉尔·卡纳